# Strujni električni izvor
Električnim izvorom općenito smatramo svaku napravu ili sustav koji stvaraju tzv. elektromotornu silu na svojim izlaznim priključnicama. U elektrotehnici, elektronici i drugdje stvarne električke izvore prikazujemo nadomjesnim pojednostavljenim naponskim ili strujnim izvorima.

## Idealni strujni električni izvor
Idealnim strujnim električkim izvorom (u daljnjem tekstu: strujni izvor, struja, napon, otpor) podrazumijevamo takav električni izvor gdje struja koja protiče kroz izvor ne ovisi o padu napona na njemu, odnosno ne ovisi o opterećenju. Idealni strujni izvor uvijek će davati jednaku nazivnu struju I, bez obzira na vrijednost opteretnog otpora R i pad napona na njemu V (slika lijevo). Idealni strujni izvor ima beskonačno velik unutarnji otpor, gdje je napon na izlazu idealnog strujnog izvora uz datu struju izvora ovisan isključivo o priključenom otporu. Idealne strujne izvore često nazivamo i izvorima konstantne struje. Idealni strujni izvor možemo kratko spojiti bez ikakvih posljedica, a ako nije priključeno opterećenje napon na priključnicama idealnog strujnog izvora bio bi beskonačno velik.

## Realni strujni izvor
U stvarnim prilikama strujni izvor možemo predstaviti idealnim strujnim izvorom beskonačno velikog unutarnjeg otpora i nazivne struje I  te paralelno mu spojenim unutarnjim otporom {\displaystyle R_{I}}. Na izlaznim priključnicama takvog neopterećenog strujnog izvora pojavljuje se izlazni napon U jednak {\displaystyle U=IR_{I}}. 
Smanjenjem unutarnjeg otpora strujnog izvora, strujni izvor sve više gubi svoja obilježja i njegova struja na izlazu postaje sve ovisnija o priključenom opterećenju.
Strujni izvori u pravilu se nikada ne koriste u elektroenergetici. Zbog velikog unutarnjeg otpora praktički se sva snaga gubi u samom izvoru što je s energetskog stanovišta neprihvatljivo. Međutim, u elektronici se razmjerno često javlja potreba za strujnim izvorom kao dijelom složenijeg elektroničkog sklopa (generator pilastog napona, pojedini dijelovi pojačala i sl.). Takvi strujni izvori izvedeni su aktivnim elektroničkim komponentama i sklopovima te ih kao takve možemo smatrati i strujnim aktivnim električnim izvorima.

## Strujni izvor s otpornikom
Premda su u svakodnevnom životu prisutni isključivo naponski izvori (električni generatori, baterije ili na primjer akumulatori) jednostavan primjer strujnog izvora može biti izveden naponskim izvorom gdje je u seriju s opterećenjem stavljen otpor čiji je otpor znatno veći (desetak i više puta) od otpora opterećenja. Električni izvor u takvom slučaju poprima osnovne karakteristike strujnog izvora.

## Strujni i naponski električni izvori
U rješavanju različitih električnih mreža i elektroničkih krugova često je praktično zadane strujne izvore pretvarati u naponske električne izvore.
Ako je realni strujni izvor opisan, na primjer, nazivnom konstantnom istosmjernom strujom I= 10 A te njemu paralelno spojenom unutarnjem otporu Ri= 1 Ohm, tada će nadomjesni naponski izvor imati onaj nazivni napon elektromotorne sile koji je jednak padu napona na unutarnjem otporu strujnog izvora za slučaj praznog hoda, odn. slučaj kada nema opterećenja, dakle EMS= 10 V. U nadomjesnom naponskom izvoru unutarnji otpor će imati nepromijenjenu vrijednost Ri i bit će postavljen u seriju s naponskim izvorom.
Pretvorba strujnih izvora u naponske može se na isti način izvesti i za izmjenični i bilo koji drugi oblik napona i struje, ali uz preduvjet da se u slučaju električnih mreža i izvora s kompleksnim opterećenjima, odn. kompleksnim unutarnjim otporima pretvorba izvede sukladno pravilima kompleksnog računa.